# (161715) Wenchuan
(161715) Wenchuan est un astéroïde de la ceinture principale.

## Description
(161715) Wenchuan est un astéroïde de la ceinture principale. Il fut découvert le 23 juin 2006 à l'observatoire de Lulin par Ting Chang Yang et Ye Quan-Zhi. Il présente une orbite caractérisée par un demi-grand axe de 2,55 UA, une excentricité de 0,16 et une inclinaison de 3,6° par rapport à l'écliptique.

## Compléments